# Fannia fruticosa
Fannia fruticosa är en tvåvingeart som beskrevs av Stein 1918. Fannia fruticosa ingår i släktet Fannia och familjen takdansflugor. Inga underarter finns listade i Catalogue of Life.